# Das große Abenteuer des Kaspar Schmeck
Das große Abenteuer des Kaspar Schmeck ist eine Fernsehserie des Fernsehens der DDR des Regisseurs Gunter Friedrich von 1982. Während das Original in drei Teilen gesendet wurde, bestand die Serie in der Ausstrahlung bei der ARD im Jahr 1983 aus vier Folgen und war 15 Minuten kürzer. Die Serie basiert auf dem gleichnamigen Buch Das große Abenteuer des Kaspar Schmeck (auch Söldner ohne Sold) des Autors Alex Wedding, dem Pseudonym von Grete Weiskopf, aus dem Jahr 1948.

## Handlung
1776 in Hessen: Der Landesvater, Landgraf Friedrich, lässt gegen Geldzahlungen an ihn zu, dass England in seinem Land 12.500 Soldaten für den Amerikanischen Unabhängigkeitskrieg anwirbt. Die Serie erzählt die Geschichte des jungen Küchenjungen Kaspar Schmeck, der sich anwerben lässt und in einer Gruppe Soldaten nach Nordamerika reist. Die Verfilmung hält sich dabei in der Sprache, den Kostümen und Kulissen an die historischen Gegebenheiten. Die Details und Schicksale sind erfunden.

## Figuren
Der fünfzehnjährige Kaspar Schmeck stammt aus ärmlichen Verhältnissen eines Flickschusterhaushalts in Kassel. Er arbeitet als Küchenjunge in einem Gasthaus, in dem der ehemalige Offizier Emmerich als Dauergast wohnt. Als die Werber in den Ort kommen, überredet er den Jungen, mit ihm nach Amerika zu gehen. Hinter dessen Rücken regelt er die Meldung als freiwillig und kassiert die Belohnung dafür, die ihm die Auslösung seiner verpfändeten Uniform ermöglicht, und so seine militärische Laufbahn vorantreibt. Im Verlauf der Geschichte nutzt er mehrmals das Vertrauen von Schmeck aus, um seine Interessen zu sichern. So überredet er Kaspar zu Spitzeldiensten in der Truppe und fordert immer wieder Treuebeweise von ihm, was letztendlich zum Tod von Kaspars Freund Anselm führt. Graf Friedrich von der Lippe entspricht in den Grundzügen Friedrich II. von Hessen-Kassel, der den Soldatenhandel mit Großbritannien betrieb. Die Gruppe von Soldaten ist vielfältig, so gehören der Student Anselm und vor allem der Barbier Ambrosius als Bezugspersonen dazu. Der ältere Ambrosius fungiert als väterlicher Freund des Jungen und steht ihm mit Rat und Tat bei. Mit Gundel verbindet Kaspar eine zarte Liebe, die durch ihr gewaltsames Ende zum Meinungswandel Kaspars hinsichtlich des Krieges und der Beziehung zu Emmerich führt. Dieser wird als brutaler Schinder dargestellt, der jedoch trotzdem den Aufstieg vom Hauptmann zum Major erreicht.

## Drehorte
Gedreht wurde u. a. in Sachsen-Anhalt, so in Quedlinburg, in Halberstadt und in der Burg Westerburg. Die Schiffsszenen wurden in Bulgarien auf dem Schwarzen Meer gedreht.

## Musik
Es spielt das DEFA-Sinfonieorchester Babelsberg mit Otto Rühlemann an der Panflöte.